# شهرداری موزیرجه
شهرداری موزیرجه (به لاتین: Municipality of Mozirje) یک منطقهٔ مسکونی در اسلوونی است که در اسلوونی واقع شده‌است. شهرداری موزیرجه ۵۳٫۵ کیلومتر مربع مساحت و ۴٬۰۶۲ نفر جمعیت دارد.